# Kimora Lee Simmons
Kimora Lee Simmons (nata Kimora Lee Simmons; Saint Louis, 4 maggio 1975) è una modella, attrice e imprenditrice statunitense.
È stata sposata con il magnate dell'hip hop Russell Simmons.

## Vita

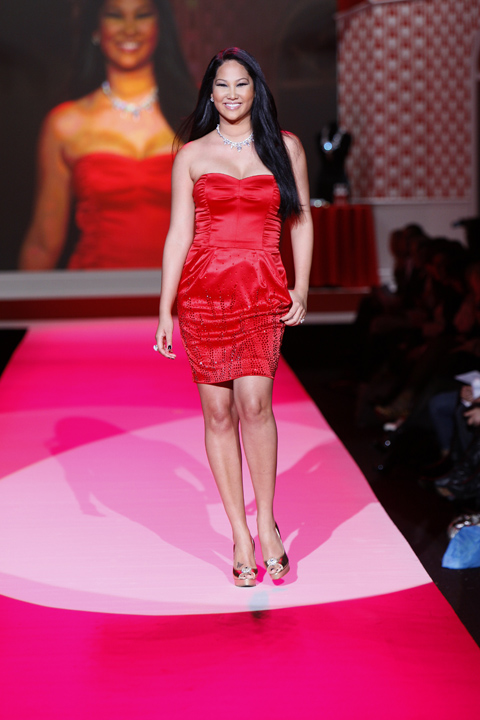

Nasce a Saint Louis, nel Missouri, da Joanne Perkins (giapponese nata in Corea che fu adottata da un soldato statunitense durante la Guerra di Corea) e da Vernon Whitlock Jr. (maresciallo federale, amministratore di sicurezza sociale e barbiere afro-americano). Cresce nel sobborgo nord di Florissant e diventa sin da piccola oggetto di scherno dagli altri bambini, tutti di colore, che la chiamano "giraffa cinese" a causa sia dell'incredibile altezza che delle sue origini afro-asiatiche. La madre perciò decide di iscrivere la figlia, undicenne, alla Irene Marie Models.
Fu però due anni dopo che la ragazza venne baciata dalla fortuna: fu scoperta dalla francese Marie Christine Kollock in occasione di una "caccia alle modelle" a Saint Louis organizzata da Kay Mitchell. Kimora parte così per Parigi dove ottiene un contratto esclusivo con la Chanel di Karl Lagerfeld che le fa guadagnare l'attenzione mediatica internazionale quando, chiudendo l'Haute Couture, fa uscire la tredicenne vestita da sposa. A 14 anni, con già un'altezza di un metro e ottanta, diventa la musa di Lagerfeld insieme a Bernadette Jurkowski, Shoshanna Fitzgerald e Olga Sobolewska. Le quattro assumono il soprannome di "Karlettes". Nonostante gli impegni riesce a diplomarsi alla Lutheran High School North di Saint Louis.

## Carriera
È apparsa nel video di Ginuwine In Those Jeans, con la modella Devon Aoki, così come nel video di Usher Nice and Slow. È stata inoltre uno dei giudici di America's Next Top Model 1 e co-presentatrice del talkshow Life&Style. Nel febbraio 2006 la Harper Entertainment le pubblica Fabulosity, manuale di stile e di vita che tratta temi dalla religione alla finanza, dalla moda alla bellezza.
Nel febbraio 2007 lancia la Barbie Kimora, con la Mattel, e tre profumi da donna ("Goddess", "Golden Goddess" e "Baby Phat Fabulosity"). Il 5 agosto 2007 lo Style Network premia il suo Kimora: Life in the Fab Lane, reality sulla sua vita sul suo lavoro e sulle sue figlie mandato in onda da E!. Il sindaco di Saint Louis le ha donato le chiavi della città.

## Vita privata
Il 20 dicembre 1998 sposa il magnate dell'hip hop Russell Simmons da cui ha due figlie, Ming Lee (nel gennaio 2000) ed Aoki Lee (nell'agosto 2002), entrambe "modelle" per la Baby Phat Kids Collection. Vivono tutti insieme nella piccola cittadina di Saddle River, New Jersey. Nel 2004 Russell Simmons vende Phat Farm alla Kellwood Company per 140 milioni di dollari, ma nel 2007 Kimora, che era già direttore creativo della Baby Phat, è stata promossa dalla stessa Kellwood a presidente e direttore creativo della Phat Fashions. Lei e Russel Simmons si separano ufficialmente nel marzo 2006 nonostante affermino di aver rotto già tempo prima pur continuando a convivere. I due comunque mantengono ottimi rapporti nella gestione della Phat Fashions.
Dal marzo 2007 frequenta l'attore modello Djimon Hounsou. Nel gennaio 2009 il periodico US Magazine riporta che Kimora e Hounsou aspettano un bambino che si chiamerà Kenzo Lee Hounsou. Kimora e l'ex-marito Russell Simmons firmano ufficialmente per il divorzio il 28 gennaio 2009. Nel 2012 Kimora e Hounsou annunciano la loro separazione. Nel 2014 Kimora sposa il banchiere Tim Leissner, dal quale nel 2015 avrà un figlio, Wolfe Lee Leissner.

## Beneficenza
Fonda il Fondo Scolastico KLS nella sua ex scuola per aiutare le ragazze migliori con situazioni economiche disagiate; è membro attivo di organizzazioni legali come Anfar, G&P Foundation, Keep a Child Alive, l'Hetrick Martin Institute e Rush Philantropic. Sostiene cause ambientaliste e recentemente ha posato nuda indossando solo quaranta braccialetti per un'associazione no-profit che denuncia lo sfruttamento nelle miniere diamantifere.

## Filmografia

### Attrice

#### Cinema
- Amore con interessi (For Love or Money), regia di Barry Sonnenfeld (1993)
- The Big Tease, regia di Kevin Allen (1999)
- Brown Sugar, regia di Rick Famuyiwa (2002)
- Beauty Shop, regia di Bille Woodruff (2005)
- Un allenatore in palla (Rebound), regia di Steve Carr (2005)
- Waist Deep - Strade dannate (Waist Deep), regia di Vondie Curtis-Hall (2006)

#### Televisione
- Tris di cuori - serie tv, 1 episodio (2001)
- America's Next Top Model - reality show (2003)
- Kimora: Life in the Fab Lane - reality show (2007-2011)

- Kimora: House of Fab - reality show (2013)

#### Videoclip
- Nice and Slow - di Usher (1998)
- Change Clothes - di Jay-Z ft. Pharrell Williams (2003)
- In Those Jeans - di Ginuwine (2003)